# Giro del Mendrisiotto 2009
Il Giro del Mendrisiotto 2009, sessantanovesima edizione della corsa, valido come evento dell'UCI Europe Tour 2009 categoria 1.2, si svolse il 15 marzo 2009 su un percorso totale di circa 151,2 km. Fu vinto dal lituano Ignatas Konovalovas, che terminò la gara in 3h29'51" alla media di 43,23 km/h.
All'arrivo 94 ciclisti portarono a termine la gara.

## Ordine d'arrivo (Top 10)
| Pos. | Corridore           | Squadra        | Tempo    |
| ---- | ------------------- | -------------- | -------- |
| 1    | Ignatas Konovalovas | Cervélo        | 3h29'51" |
| 2    | Daniele Callegarin  | Centri Calzat. | a 6"     |
| 3    | Peter Kusztor       | Atlas-Romer's  | s.t.     |
| 4    | Martin Reimer       | Cervélo        | s.t.     |
| 5    | Daniele Colli       | Carmiooro      | s.t.     |
| 6    | Richard England     | Amore & Vita   | s.t.     |
| 7    | Michał Kwiatkowski  | MG Kvis        | s.t.     |
| 8    | Philip Deignan      | Cervélo        | s.t.     |
| 9    | Ben Gastauer        | Chambéry       | s.t.     |
| 10   | Andreas Dietziker   | Vorarlberg     | s.t.     |